# Patrimonio de la Corona

Estandarte real de España, Casa de Borbón (1838-1868 / 1875-1931), usado desde la proclamación de Isabel II como reina (1833), pero no oficializado hasta 1867.

El Patrimonio de la Corona (también llamado Real Patrimonio) es el nombre que recibió, en el siglo XIX y hasta 1931, la institución que gestionaba todas las propiedades pertenecientes a la Corona de España. Dichas propiedades incluían palacios, monasterios, fincas diversas y bienes muebles como pinturas, objetos de arte o mobiliario.
Se englobaba dentro de la Real Casa y Patrimonio de la Corona de España y es el antecedente histórico del Patrimonio Nacional.

## Historia

### De la Edad Media alsigloXIX
Con la llegada al trono de la Casa de Austria y la reunión de la corona de Aragón y la corona de Castilla, una amplia red de residencias reales ya estaba constituida por casi todos los territorios de la monarquía, consecuencia de siglos de una corte itinerante, de conquistas, de regalos y de caprichos y encargos regios.

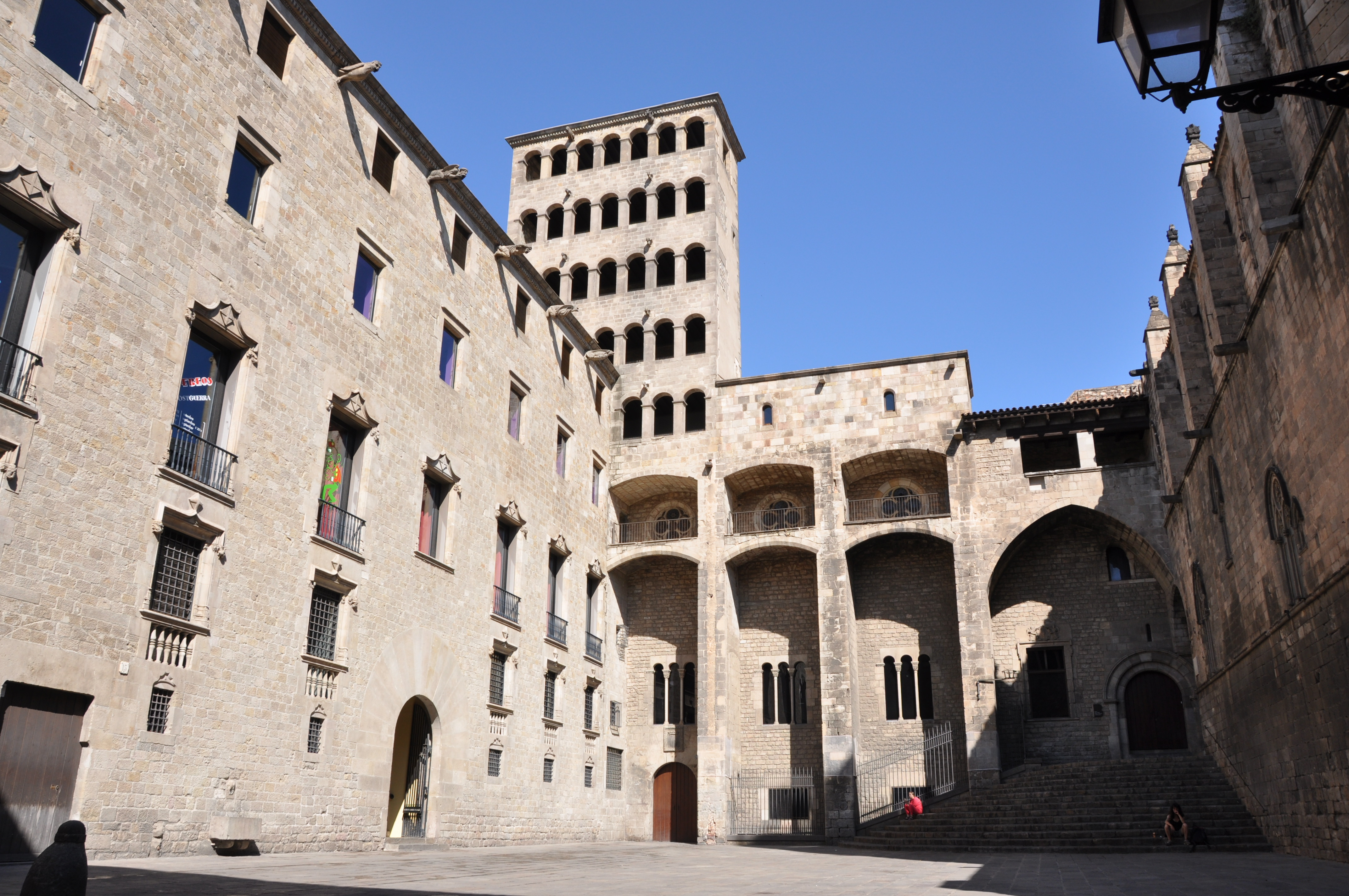
El Palacio Real Mayor de Barcelona.

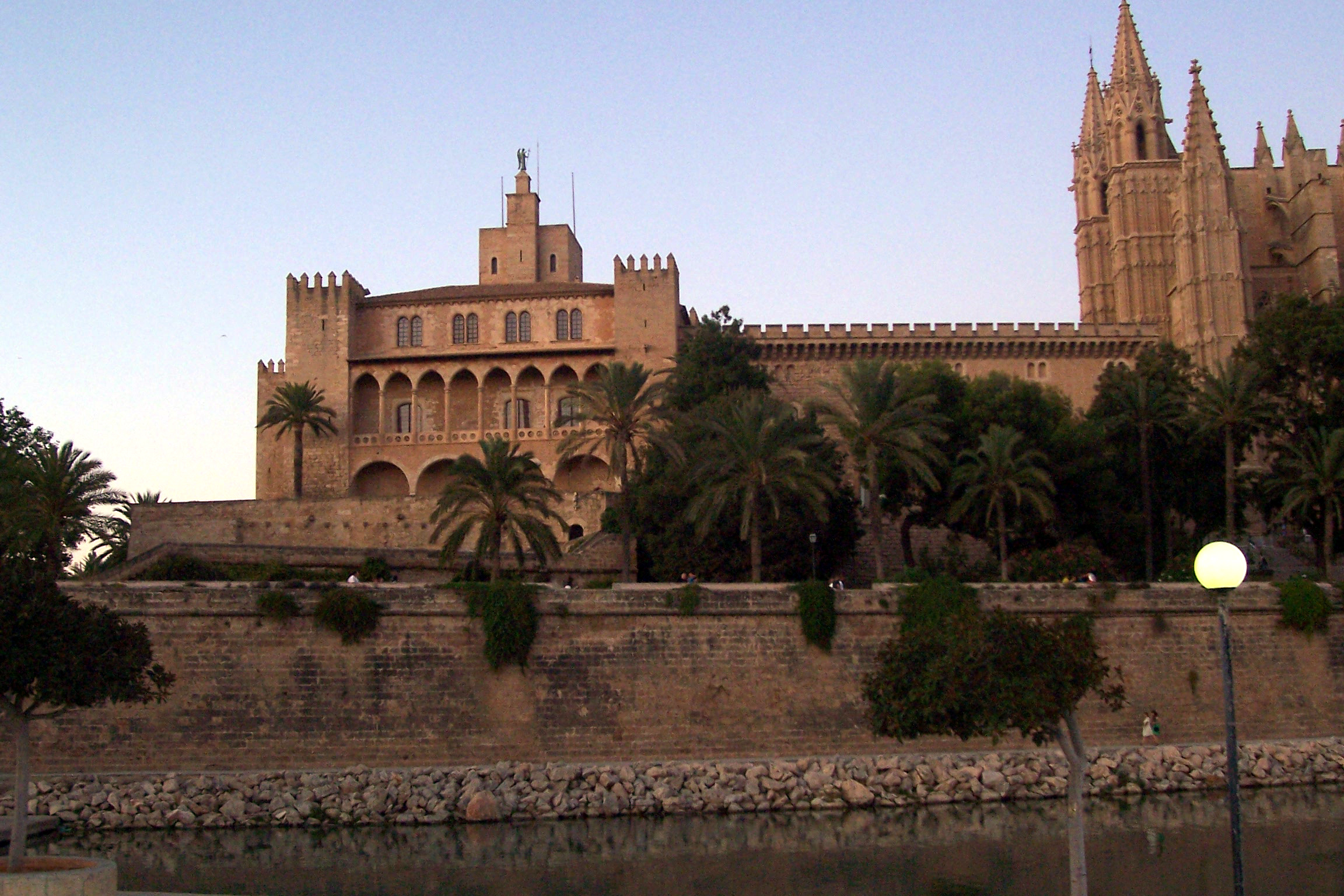
El Palacio de la Almudaina en Mallorca.

#### Corona de Aragón
- Palacio Real Mayor de Barcelona (parcialmente cedido a la Real Audiencia y a la Inquisición).
- Castillo de la Aljafería en Zaragoza.
- Palacio del Real de Valencia.
- Palacio de la Almudaina de Palma de Mallorca
- Castillo de Bellver en Palma de Mallorca.
- Palacio de los Reyes de Mallorca en Perpinán.

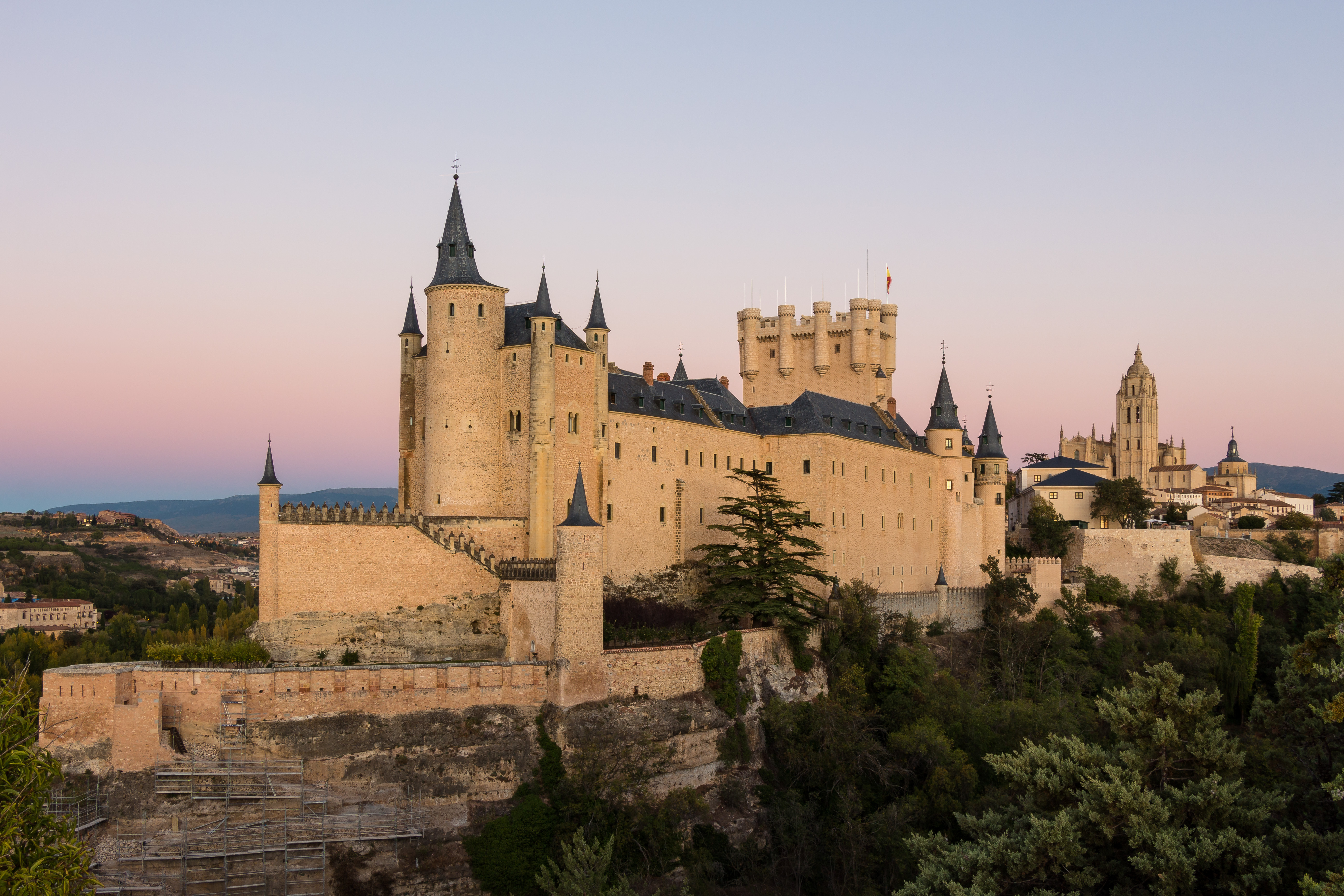
El Alcázar de Segovia.

#### Corona de Castilla
- Alcázar de Segovia.
- Alcázar de Madrid.
- Alcázar de Toledo.
- Alcázar de Sevilla.
- Fortaleza y casas reales de la Alhambra en Granada.
- Bosque y cazadero de El Pardo.
- Bosque y cazadero de Aranjuez.
- Bosque de Segovia (Valsaín).
- Primer Palacio Real de Tordesillas (actual monasterio de Santa Clara).
- Segundo Palacio Real de Tordesillas (desaparecido).
- Soto de Roma en Granada.
- Lomo del Grullo en Doñana.

#### Virreinatos y otros reinos de la Monarquía Hispánica
- Castel Nuovo y Palacio Real de Nápoles.
- Palacio Real de Palermo.
- Palacio Real de Lisboa.
- Palacio Real de Milán.
- Palacio de Coudenberg en Bruselas.
- diversas residencias virreinales en los virreinatos americanos.

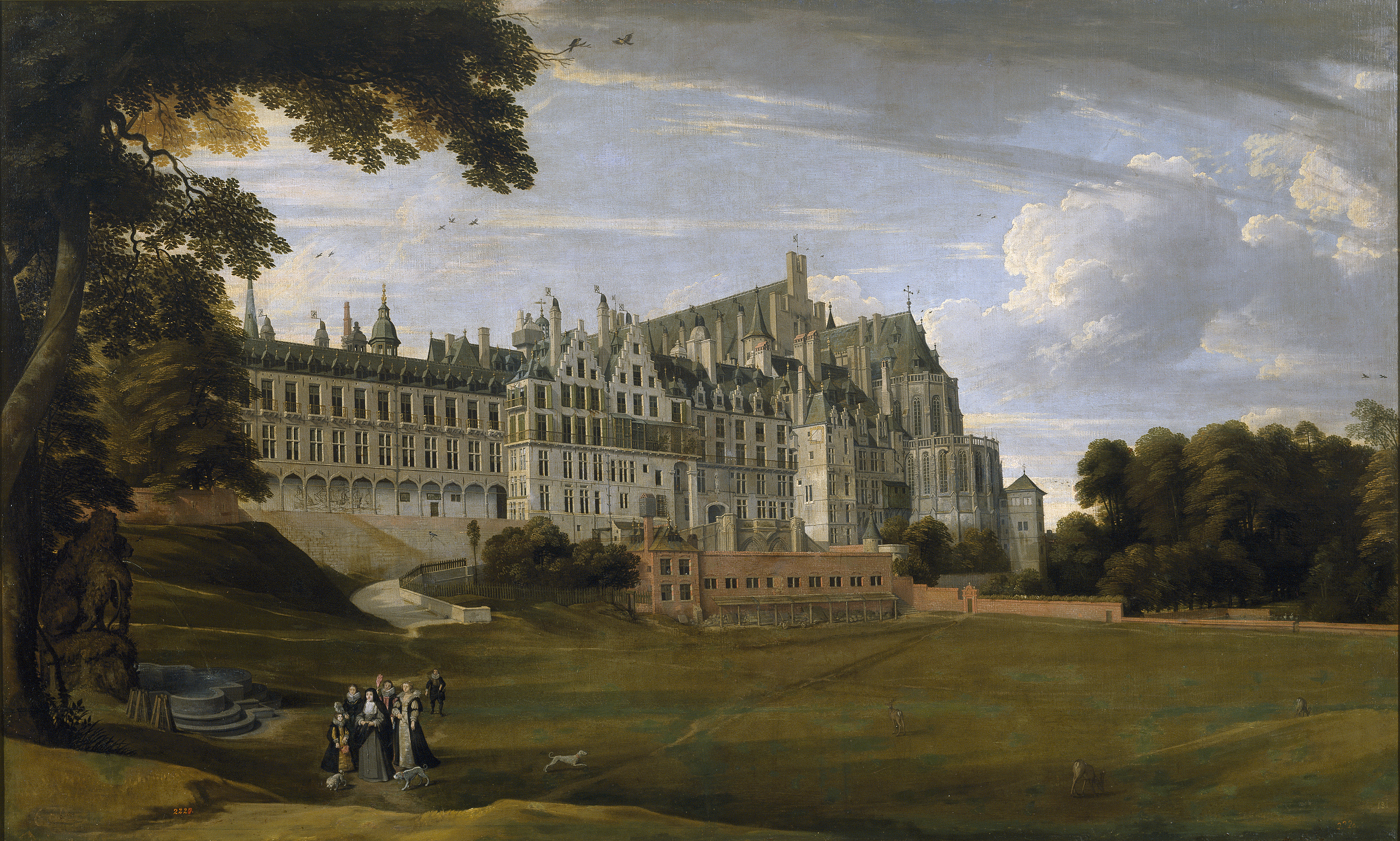
Palacio de Coudenberg en Bruselas, destruido por un incendio 1731.

La instalación de la capital en Madrid en 1561 y la creación de un calendario más o menos fijo de Reales Sitios a su alrededor tomaría como base la red de palacios ya existentes heredados de los Trastámara. Destacarían, además, las amplias campañas constructivas empezadas con Carlos V y proseguidas con su hijo Felipe II, lo cual supuso la transformación de muchos alcázares castellanos, y la edificación de nuevos palacios. Además, fue precisamente Felipe II quien puso fin a la antigua costumbre de enajenar las pertenencias de los reyes cuando morían, lo que daba lugar a que pasaran en ocasiones a manos de particulares obras de arte de extraordinario valor histórico y artístico. El rey ordenó la compra de la casi totalidad de los bienes de su padre, Carlos V, que se subastaron, y en su testamento dice "el Estado es indivisible y también lo es el Patrimonio de la Corona". A partir de entonces los palacios, fincas o propiedades que integraban el Real Patrimonio no pararían de crecer en los siguientes reinados:
- Felipe II: San Lorenzo de El Escorial y la Casa de Campo.
- Felipe III: el Palacio Real de Valladolid y el Palacio de la Ribera.
- Felipe IV: el Real Sitio del Buen Retiro.
- Felipe V: el Real Sitio de La Granja de San Ildefonso y la Quinta del Duque del Arco.
- Fernando VI: el Real Sitio de San Fernando.
- Carlos III: el Palacio Real Nuevo (inaugurado en 1764) y el Real Sitio de Riofrío incorporado al de La Granja.
- Carlos IV: el Real Sitio de la Florida y La Moncloa.

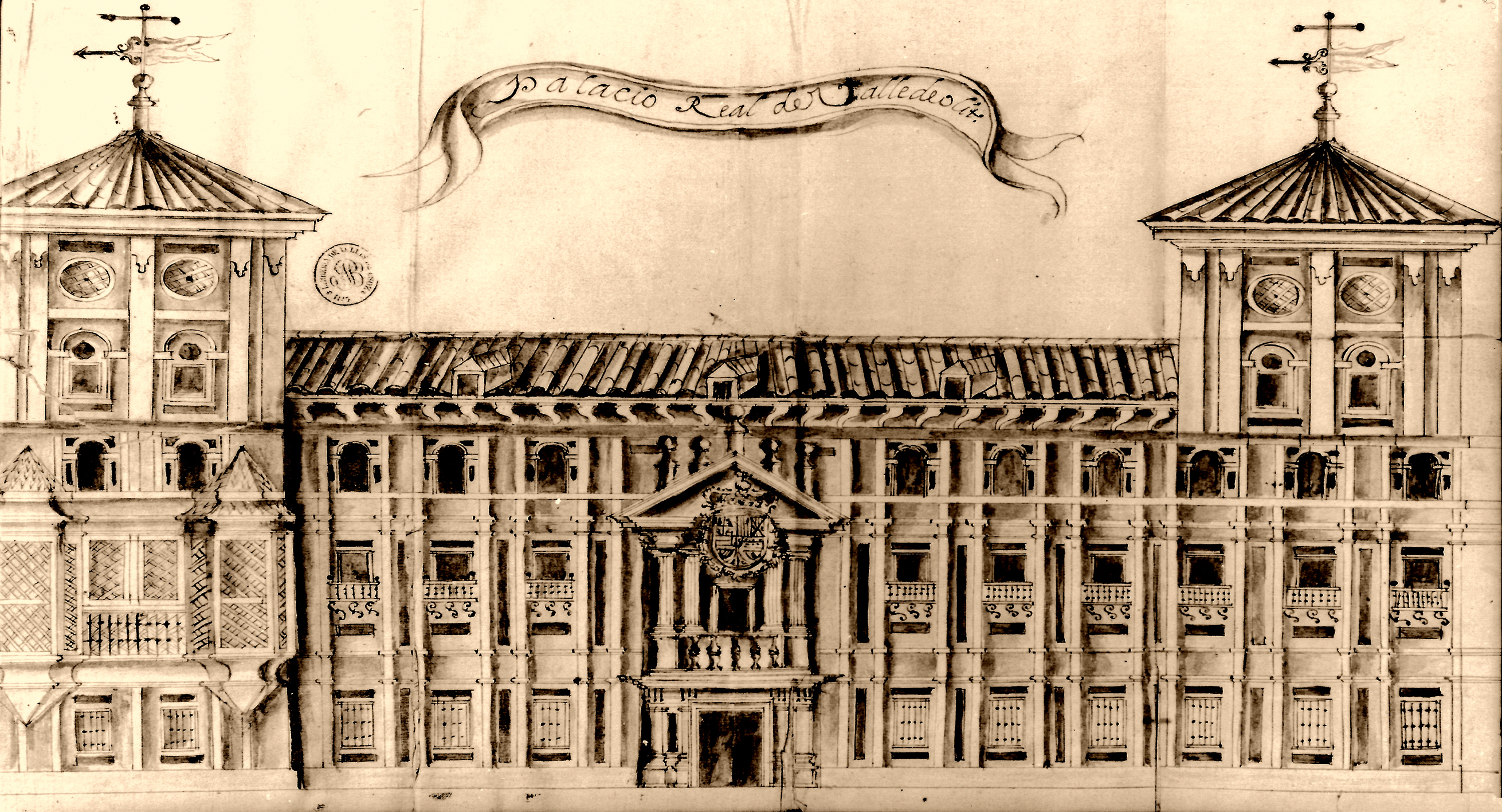
El Palacio Real de Valladolid con su fachada original

Especialmente durante los siglos XVII y XVIII los Reales Sitios y otras propiedades de la Corona se convirtieron en el escenario de las "jornadas reales", estancias estacionales del monarca y su corte en cada una de las propiedades, siguiendo casi siempre una organización anual estricta y precisa.
No obstante, tampoco habría que olvidar las pérdidas de varios palacios europeos (Nápoles, Milán, Bruselas...) acontecidas sobre todo a raíz de la guerra de sucesión española (1701-1713) o las destrucciones a causa de incendios como el de El Escorial (1671, luego reconstruido), Valsaín (1686), el Alcázar de Toledo (1710) o el Alcázar de Madrid (1734). Asimismo, bajo el reinado de Carlos III, él mismo gran renovador de las residencias reales, se cedieron al Ejército algunos de los alcázares en desuso como el castillo de la Ajafería o el Alcázar de Segovia, mientras que el de Toledo se cedió al arzobispado.

### La nueva percepción del patrimonio del rey
Hasta finales de la Edad Moderna, en la mayoría de las monarquías europeas, la separación entre los bienes de la corona y los bienes privados del rey era bastante difusa, al fin y al cabo, el soberano aparte de ser jefe del estado también era un señor feudal. Sin embargo, a principios del siglo XIX fue apareciendo la noción de patrimonio cultural nacional y la percepción de que el Estado debía hacerse cargo de su conservación y gestión. Se plantearon, por lo tanto, varias cuestiones sobre el Real Patrimonio que deberían ir solventándose en las décadas venideras y que implicaron que la lista de propiedades reales no parara de modificarse y replantearse:
- qué papel debía cumplir el patrimonio en la representación de la primera magistratura de la Nación, o sea el rey.
- qué diferencia que debía haber entre el Patrimonio de la Corona y el Patrimonio del Estado.
- si el Patrimonio de la Corona debía constituir un mayorazgo, para evitar su dispersión, pese a que éstos empezaban abolirse.
- la diferencia entre el Patrimonio de la Corona y los bienes particulares y libres del monarca, que si que podían ser partidos y vendidos.
- el valor cultural e histórico de los bienes del Patrimonio de la Corona, mucho más importante que el hecho que fueran los bienes del soberano o no.

En 1812, siguiendo la estela de la Revolución francesa, la Constitución de Cádiz estableció que los bienes del soberano eran propiedad del Estado. No obstante habría que esperar hasta la implantación del liberalismo a partir de 1833 para empezar a dar respuesta a todas estas cuestiones. Porque en la práctica, la Constitución de 1812 contrastaba con la realidad, José Bonaparte había dispuesto de los bienes de la Corona como si fueran suyos propios, decidiendo fundar el Museo Josefino o vendiendo algunas joyas y objetos sagrados situados en el Palacio Real de Madrid. Del mismo modo las Cortes de Cádiz también decidieron regalar al general Wellington el Soto de Roma en Granada.

### El periodo fernandino
Como soberano absoluto que fue, Fernando VII gozó de plena disposición de los bienes, solo sujetos a su voluntad, sin embargo, como buen administrador, separó la gestión del Patrimonio de la Corona de la Hacienda Pública.

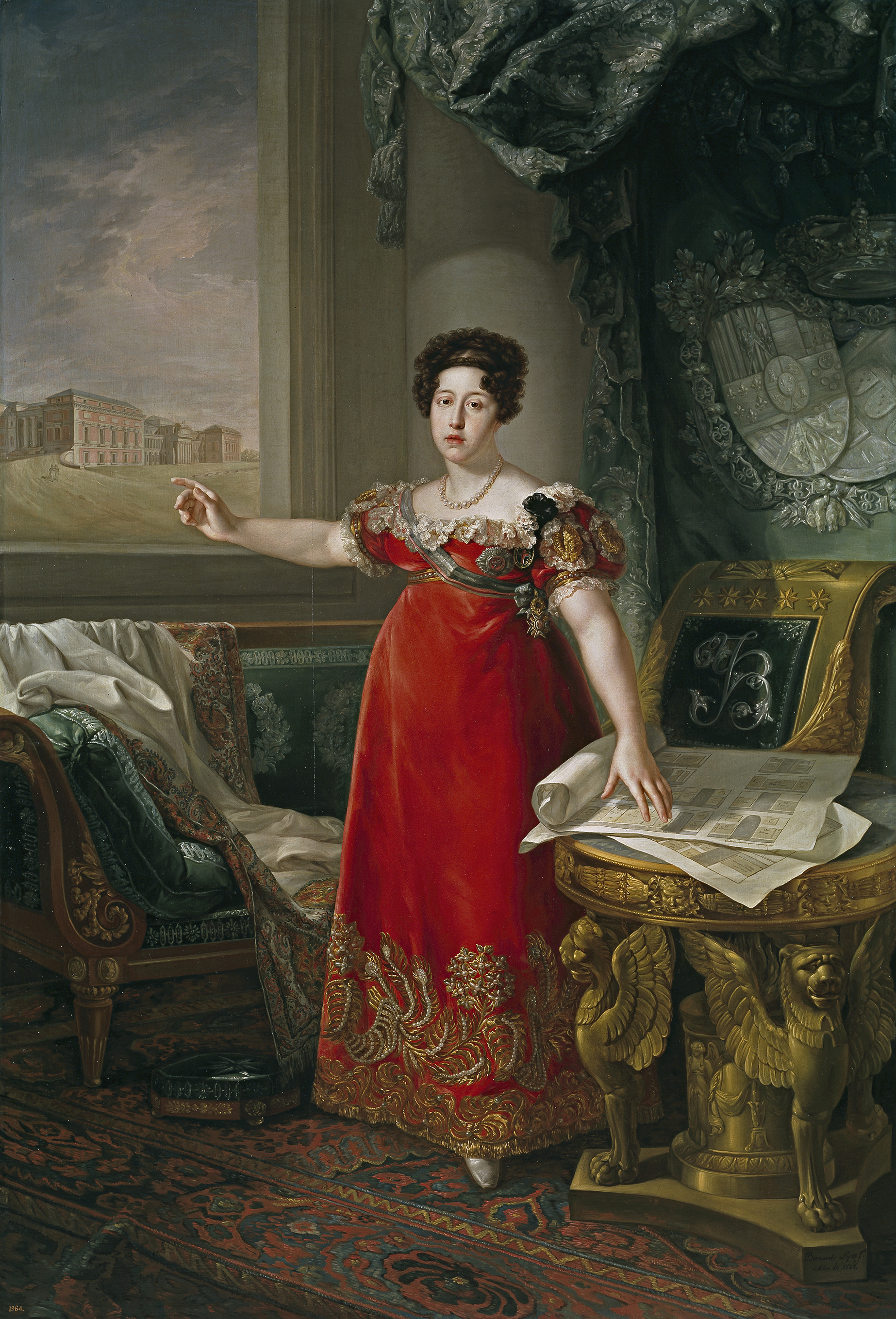
Retrato póstumo de María Isabel de Braganza frente al Real Museo de Pintura y Escultura.

A instancias de su segunda esposa, María Isabel de Braganza, también dispuso la fundación del Real Museo de Pintura y Escultura en 1819. Las obras del nuevo establecimiento eran todas aquellas que, dada su antigüedad, no encajaban con las nuevas tendencias estilo Imperio con las que Fernando VII redecoró sus residencias, en especial el Palacio Real de Madrid. El museo se instaló en el Real Gabinete de Ciencias del Buen Retiro, edificio también propiedad de la Corona. La primitiva sede del museo debía haber sido el palacio de Buenavista, sin embargo, éste había sido vendido al Ejército en 1816. El público podía acceder al museo cada miércoles de nueve a dos. El rey y la familia real disponían para su uso particular un Salón de Descanso (actual Sala 39) y un Retrete.
A lo largo del reinado de Fernando VII hubo además varios añadidos al patrimonio:
- el Casino de la Reina regalado en 1817 por el ayuntamiento de Madrid a la reina María Isabel de Portugal.
- el inacabado Teatro Real en los terrenos de la (aún no urbanizada) Plaza de Oriente, también propiedad de la Corona.
- la Real Posesión de Vista Alegre y la Real Quinta de Quitapesares, que luego pasaron a ser propiedad privada de la reina María Cristina de Nápoles.
- el Real Sitio de La Isabela fue declarado "Real Sitio" en 1826, el pueblo-balneario se destinó al reposo y a la salud del rey.

A finales del mismo reinado, sin embargo, varias instituciones reales fueron desvinculándose progresivamente del patrimonio de la Corona, pasando a ser administradas por el ministerio de Instrucción Pública, como las reales academias, el Real Conservatorio de Arte y Música o los archivos reales de Barcelona, Sevilla, Simancas y Valencia.

### La época isabelina y la revolución liberal

#### Las nuevas instituciones nacionales
Durante las primeras décadas del reinado de Isabel II, y especialmente durante la revolución liberal (1836-1838), la tendencia iniciada a finales del reinado de su padre se afianzó y varias instituciones dejaron de ser "reales" para convertirse en "nacionales", desvinculándose, por lo tanto, completamente de la Corona. Así, por ejemplo, la Real Librería Pública se convirtió en Biblioteca Nacional en 1836 en oposición a la Real Biblioteca que seguía siendo propiedad del soberano. Lo mismo ocurrió con el Real Museo de Ciencias Naturales, que en 1847 se convirtió en el Museo de Historia Natural.
Asimismo, en 1838 también tuvo lugar la fundación de otro importante museo en Madrid, el Museo de la Trinidad, donde se expusieron pinturas y esculturas provenientes de las desamortizaciones. La propiedad de dicho museo era estatal, en oposición al Museo del Prado, cuyas obras pertenecían a la Corona. Otro de los museos propiedad de la monarquía era la Real Armería situada delante de la fachada sur, o de mediodía, del Palacio Real y dependiente del Caballerizo Mayor de Palacio. En 1849, el museo fue abierto por primera vez al público que podía visitarlo todos los sábados de una a tres.

#### El asunto de los inventarios
A falta de una ley específica sobre el Patrimonio de la Corona, dichas propiedades continuaban encontrándose en un limbo entre la propiedad estatal y la propiedad privada. Esta ambigüedad se haría especialmente patente durante la regencia de la reina María Cristina (1833-1840). La regente consideraba que el Patrimonio de la Corona tenía una dimensión más personal y señorial, mientras el nuevo gobierno liberal opinaba que éste debía tener un valor más público y nacional. Tal conflicto quedaría ejemplificado con el llamado "asunto de los inventarios".
Antes de fallecer en 1833, Fernando VII quiso hacer unos inventarios con todos los muebles, enseres y joyas contenidos en los palacios reales. Al modo del Antiguo Régimen, en dichos inventarios se habrían especificado aquellos bienes que permanecerían vinculados a la Corona y aquellos de libre disposición. Sin embargo, los inventarios nunca se encontraron y no se supo si su viuda María Cristina los hizo desaparecer o nunca fueron redactados. Las investigaciones subsiguientes sugirieron que, de haber existido, la propia reina regente los habría hecho desaparecer. Cuando la regente tuvo que partir al exilio a París en 1840 y el general Espartero subió al poder, el nuevo intendente del Patrimonio se encontró con que varios objetos habían desaparecido, presuntamente se los había llevado María Cristina, entre ellos había joyas (sí se encontraron los setecientos estuches vacíos) o muebles renacentistas del viejo Real Alcázar que luego se vendieron en Londres y París. El asunto de los inventarios muestra hasta que punto entraban en conflicto dos percepciones del Patrimonio de la Corona, una absolutista y personalista y la otra liberal y pública.
Tal conflicto también tuvo sus ramificaciones respecto al Museo del Prado, ya que Fernando VII había dejado en herencia a sus hijas, Isabel II y la infanta Luisa Fernanda, la propiedad de todos los bienes muebles, lo que incluía las colecciones del Prado. Para evitar que la colección pudiera dispersarse, el duque de Híjar, director del museo, propuso que la soberana pagara a su hermana por la compra de su mitad, cosa que se produjo en 1843, una vez alcanzada la mayoría de edad.

### La Ley del Patrimonio de la Corona de 1865
Desde 1845, el duque de Híjar había propuesto la creación de una ley que regulara el patrimonio de la Corona y que estableciera que todos los bienes inmuebles así como los muebles y pinturas contenidos en los reales palacios y museos fueran inalienables. El Patrimonio de la Corona debía pasar, por lo tanto, de un soberano a otro, sin que ningún monarca pudiera vender o alienar alguna de sus partes a capricho. 
La nueva ley listaba las siguientes propiedades como parte del Patrimonio de la Corona:

#### En Madrid y alrededores
- el Palacio Real de Madrid y las Caballerizas Reales.
- la Armería Real
- el Real Museo de pinturas y esculturas
- el Real Sitio del Buen Retiro
- el Real Sitio de la Casa de Campo
- el Real Sitio de la Florida y La Moncloa
- el Real Sitio de El Pardo
- el Real Sitio de La Granja de San Ildefonso y el Palacio de Riofrío
- el Real Sitio de Aranjuez
- el Real Sitio de El Escorial

#### En otros lugares del territorio
- la Real fortaleza de la Alhambra
- el Real Alcázar de Sevilla
- los Jardines del Real de Valencia
- el Palacio Real de Valladolid
- el Palacio Real de Barcelona
- el Palacio Real de La Almudaina y el Castillo de Bellver

#### Los monasterios de patronato real
- el Monasterio de la Huelgas de Burgos y el Hospital del Rey
- el Convento de Santa Clara de Tordesillas
- "y demás" (no especificados)

La nueva ley establecía que todos los bienes muebles situados en el interior de las propiedades también integrarían el Patrimonio de la Corona.

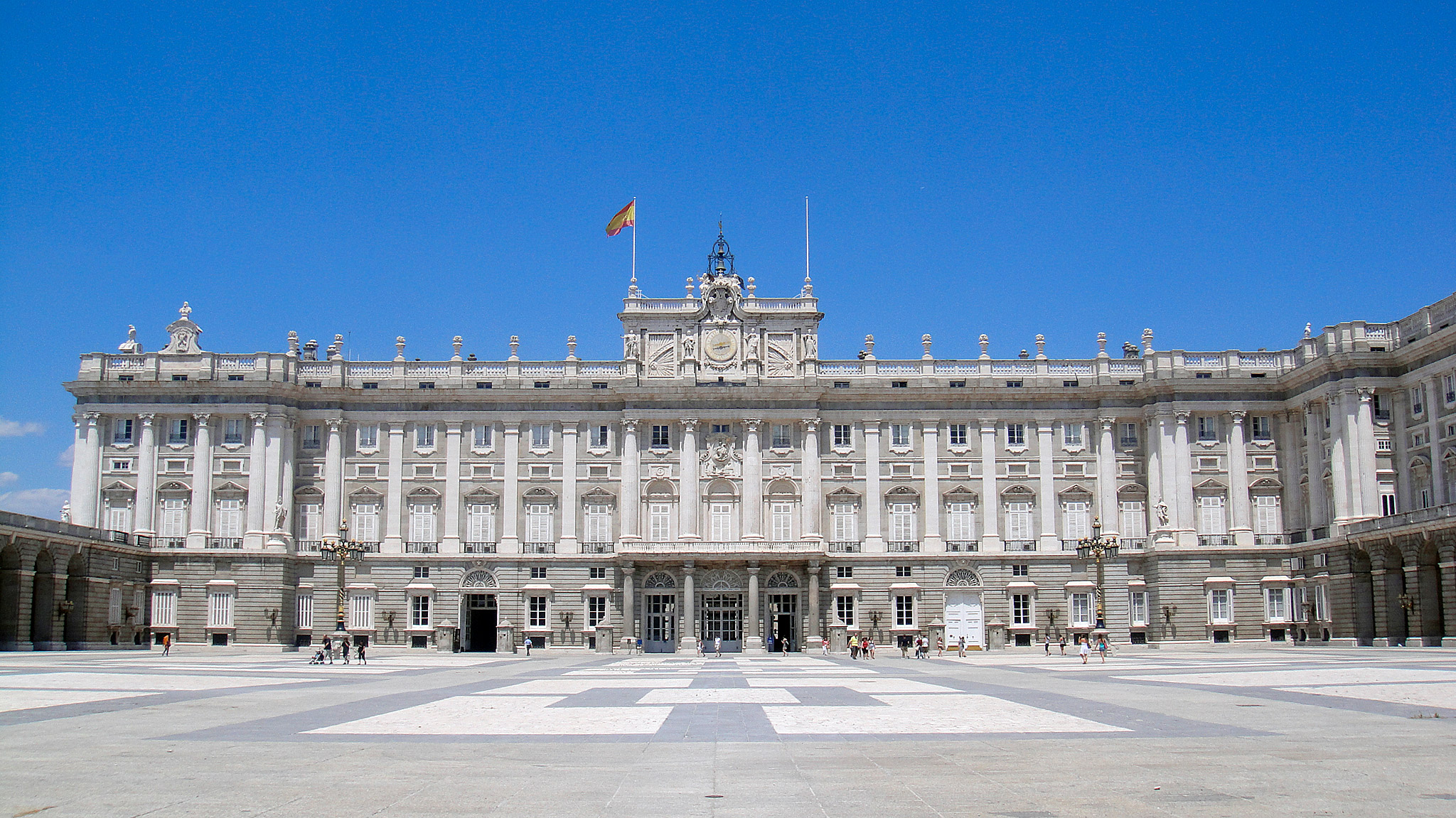
Palacio Real de Madrid.
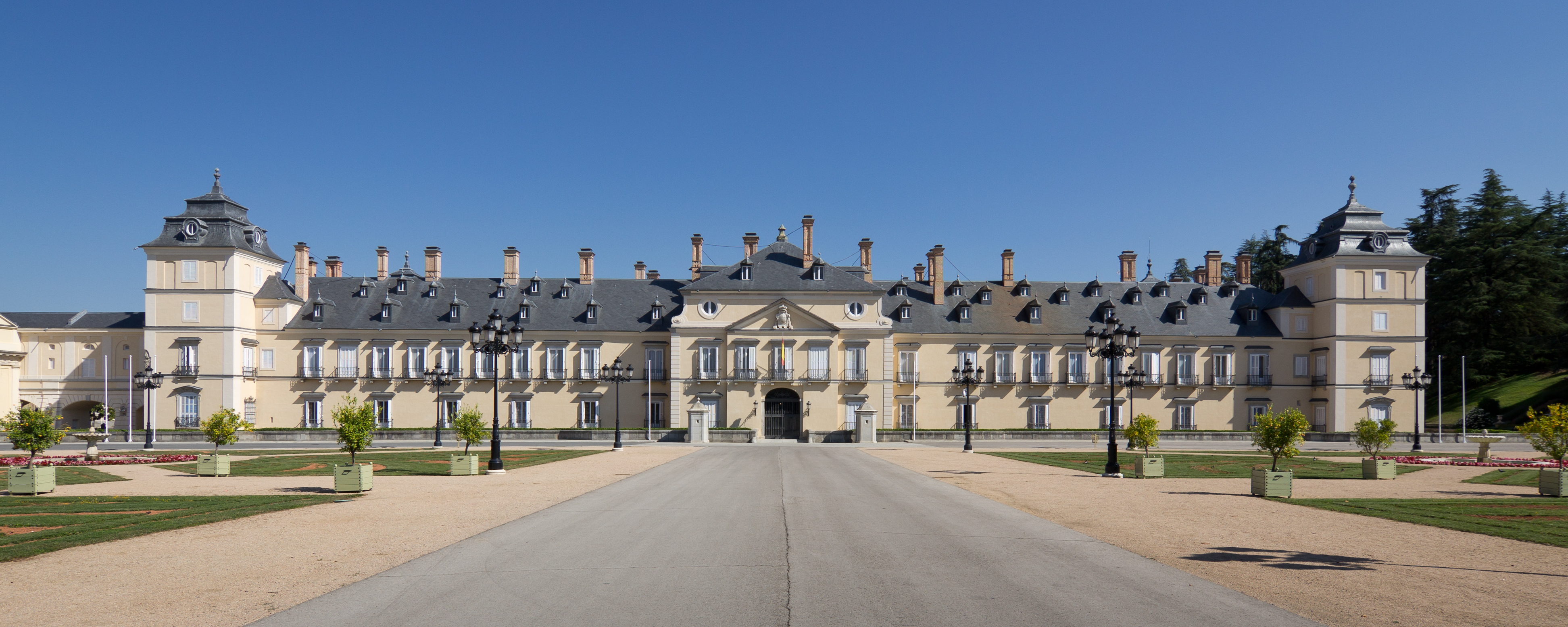
Palacio Real de El Pardo.
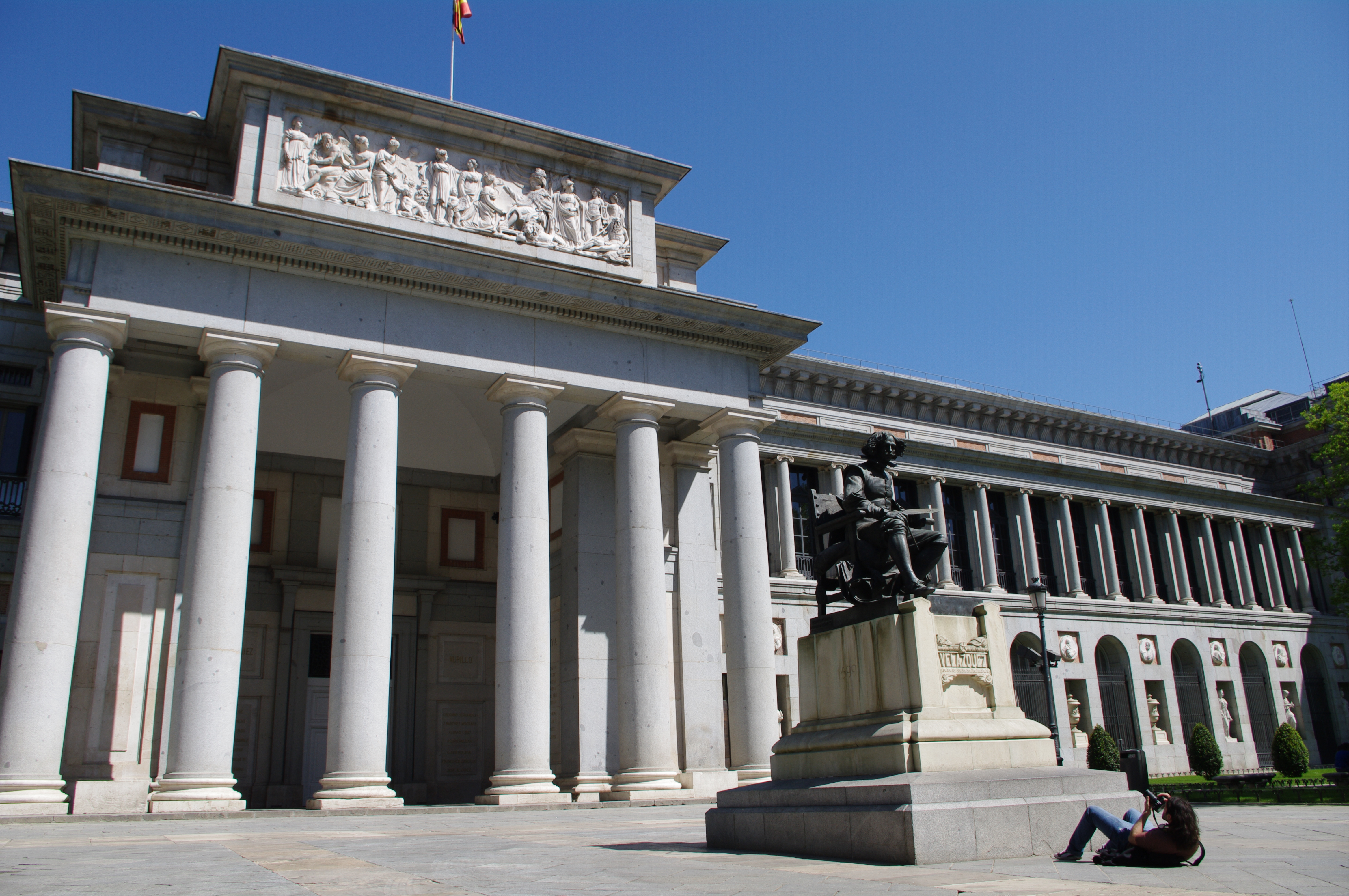
Real Museo de Pintura y Escultura.
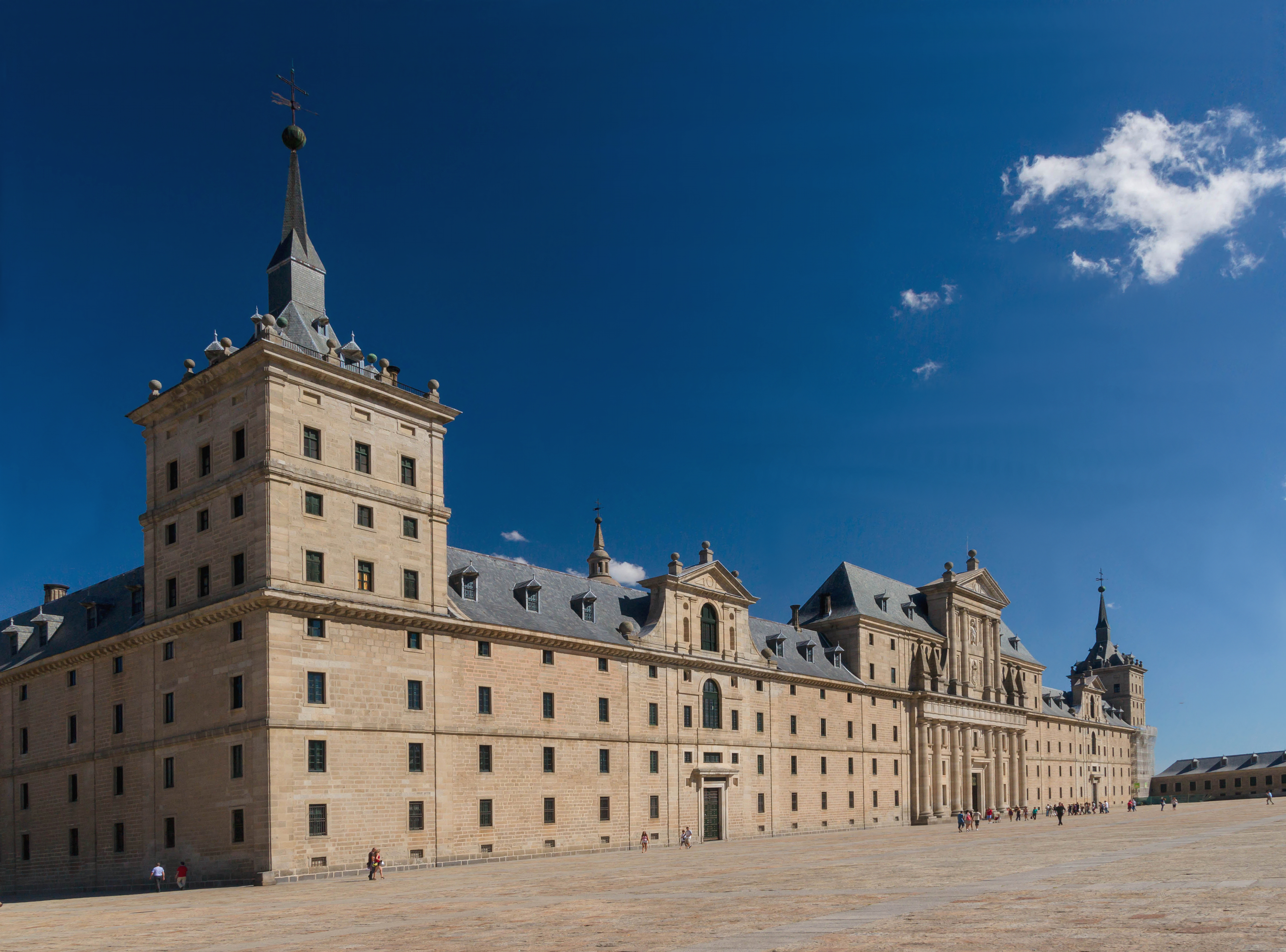
Palacio Real y Monasterio de El Escorial.
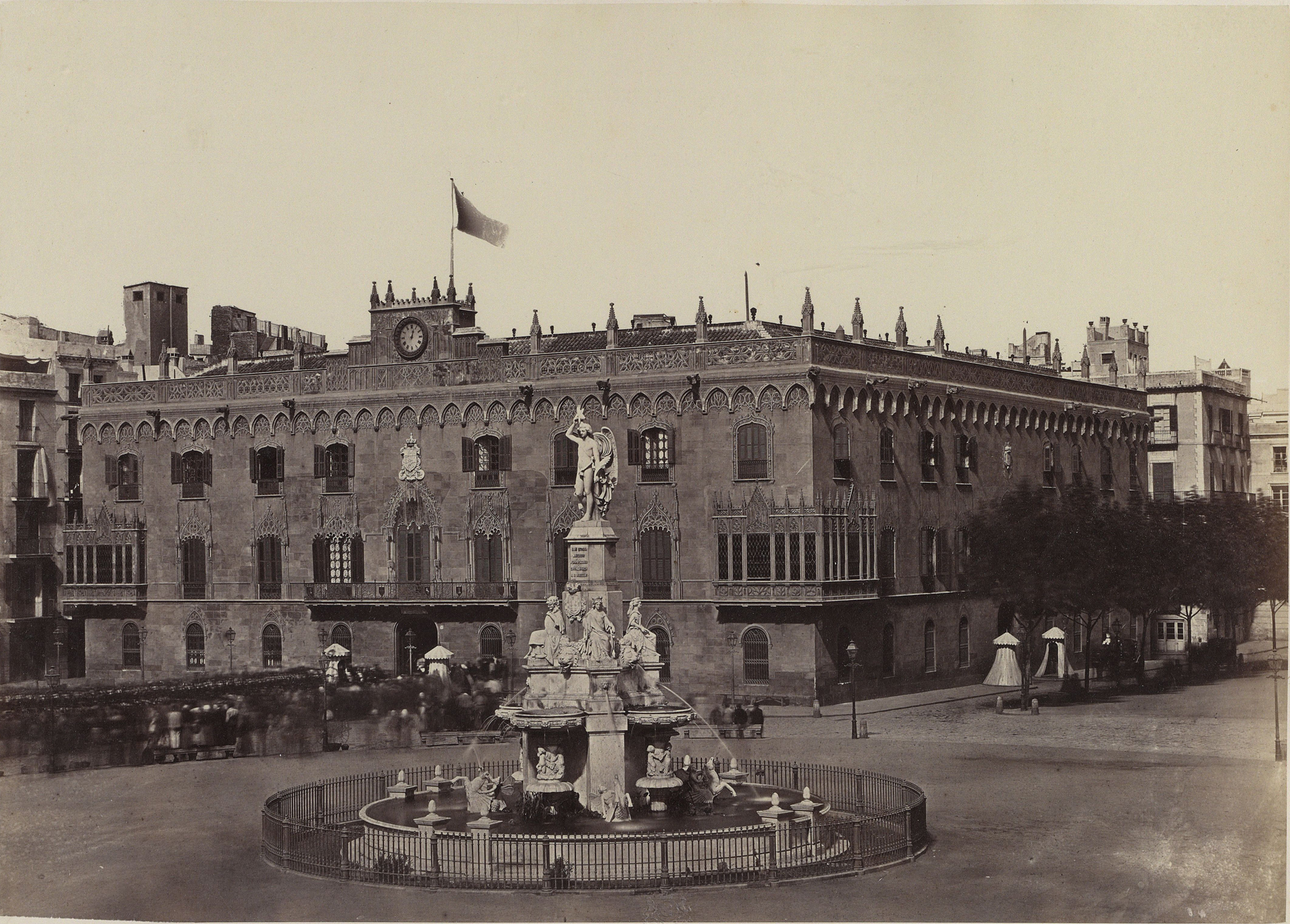
Palacio Real de Barcelona.

Asimismo se constituía, aparte, un patrimonio privado del soberano, que era todo aquello comprado con su dinero, de libre disposición y sujeto, al contrario que el Patrimonio de la Corona, al pago de impuestos y a las regulaciones de la propiedad privada.

#### Propiedades segregadas
La nueva ley excluía definitivamente diversas academias, bibliotecas y museos, antes vinculados a la Corona y ahora propiedad del ministerio de Instrucción Pública en virtud de la Ley Moyano de 1857 y también se desvinculaban varios edificios que eran usados por el Ejército, como los cuarteles situados en los distintos Reales Sitios, el Cuartel de la Montaña en Madrid, las Reales Caballerizas de Córdoba o el Alcázar de Toledo.
Algunas de las otras propiedades segregadas fueron:
- el Casino de la Reina, convertido en la sede del nuevo Museo Arqueológico Nacional
- la Casa del Marqués de Alcañices en Madrid, sede de la Biblioteca Nacional
- el Real Sitio de La Isabela
- el Real Sitio de San Fernando de Henares
- los montes de Urbasa, Andía y Aralar en Navarra
- la Gamonosa y la Ribera Baja en Andalucía
- el Hospital del Rey en Alicante
- el Palacio de la Baylía en Valencia
- la Albufera de Valencia
- la capilla de Santa Ágata en Barcelona
- la cantera de Monjuich en Barcelona

Por último, el texto disponía que varias propiedades (predios rústicos y urbanos) serían vendidos, del total de esta venta el 75% iría a parar al Estado y un 25% a la reina. Tal disposición causó una amplia polémica entre los progresistas y los republicanos y su consecuencia directa fue la llamada Noche de San Daniel. Una vez más, se ponía a debate a quien pertenecían los bienes de la Corona: al soberano que los cedía a la nación o viceversa. Este polémica eclipsaría el importante avance que suponía esta ley, al dotar al patrimonio real de una legislación propia por primera vez.

### El Sexenio Revolucionario
Después del derrocamiento de la reina Isabel II, el nuevo gobierno provisional procedió al secuestro de los bienes del Patrimonio de la Corona. Más de un año después, en diciembre de 1869, se aprobó una ley según la cual el patrimonio "que fue de la Corona" pasaba a ser propiedad del Estado, siendo administrado por el Ministerio de Hacienda. Parte de ellos se dedicarían al "uso y servicio del Rey" (Amadeo I de 1870 a 1872), el resto se vendería o se cedería a otras administraciones. El soberano también percibiría, por primera vez, de una asignación atribuida y controlada por el Estado.
Entre las propiedades desvinculadas por completo del "uso y servicio" del nuevo soberano había:
- el Real Museo de Pintura y Escultura, nacionalizado, pasó a llamarse Museo Nacional de Pintura y Escultura y fue fusionado con el Museo de la Trinidad.[21][22]
- el Real Sitio de la Florida y La Moncloa fue cedido al Ministerio de Fomento que instaló en él la Escuela de Agricultura.
- el Real Sitio del Buen Retiro fue cedido al Ayuntamiento de Madrid como parque de recreo (aunque ya estaba abierto al público desde 1767).
- el Palacio Real del Valladolid fue cedido al Ministerio de Justicia para albergar la Audiencia Territorial (aunque desde el 1854 ya se usaba como oficinas de Hacienda).[23]
- el Palacio Real de Barcelona fue cedido al Ministerio de Justicia y se destinó a juzgado.
- la Real fortaleza de la Alhambra se desvinculó de la Corona y en 1870 fue declarado "monumento nacional".[24]
- los Jardines del Real de Valencia fueron cedidos a la Diputación de Valencia y destinados a lugar de esparcimiento.[25]

Paralelamente, tuvieron lugar varias actuaciones en el seno de los bienes muebles de la Corona. Varias vajillas, porcelanas y platerías del Viejo Chinero del Palacio Real de Madrid fueron enviados para su exposición al Museo Arqueológico Nacional, se trataba de piezas antiguas donde primaba su valor histórico por encima del funcional, por otro lado, era costumbre que cada soberano tuviera su propia vajilla, cosa que dificultaba la conservación de las más antiguas por falta de espacio. También fueron a parar al Museo Arqueológico varias pinturas y objetos variados que se consideraban inservibles o que tenían más valor histórico que artístico, como varias vistas del siglo XVII de antiguas propiedades de la Corona.
También hubo varios proyectos que no se llevaron a cabo: en El Escorial se quiso abrir un Museo de Tapices con aquellos más representativos provenientes de las colecciones reales, se decretó que las bibliotecas del monasterio y del Palacio Real de Madrid deberían abrirse al público y se nombró un conservador de los carruajes de las Caballerizas Reales, cosa que anunciaba una futura musealización.

### La restauración borbónica y la monarquía alfonsina

#### La nueva ley de 1876
Tras el fin de la Primera República y el ascenso de Alfonso XII al trono, la gestión de los bienes de la Corona fue devuelta al soberano. Los bienes reales fueron dotados, una vez más, de un régimen jurídico específico, se optó por un compromiso: el nuevo Patrimonio de la Corona estaría integrado por los bienes descritos en la Ley de 1865 menos aquellos "enajenados ó dedicados a servicios públicos" durante el Sexenio (descritos más arriba). 
Del mismo modo, en la nueva ley de junio de 1876, se aprobaba la ampliación de los monasterios bajo patronato real:
- el Monasterio de las Huelgas, el Monasterio de Santa Clara de Tordesillas y el Hospital del Rey en Burgos (ya inscritos en 1865).
- el Convento de la Encarnación en Madrid.
- la Iglesia del Buen Suceso y su hospital en Madrid.
- la Iglesia de San Jerónimo en Madrid.
- el Convento de las Descalzas Reales en Madrid.
- la Real Basílica de Atocha en Madrid.
- la Iglesia de Santa Isabel y su colegio en Madrid.
- la iglesia de Nuestra Señora de Loreto y su colegio en Madrid.
- la iglesia de Nuestra Señora de Montserrat y su hospital en Madrid.
- el Monasterio de San Lorenzo de El Escorial.

A imitación de la monarquía inglesa y tal como había ocurrido durante el breve reinado de Amadeo I, la casa y familia de Alfonso XII también percibió una asignación monetaria atribuida y controlada por las Cortes.

#### Las nuevas musealizaciones
Como consecuencia de la segregación del Museo del Prado de los bienes de la Corona durante el Sexenio revolucionario, a la monarquía solo le quedaron dos museos después de 1875: la Real Armería (abierta en 1849) y el Museo de Tapices de El Escorial (proyectado en 1869 pero jamás abierto). Estos dos museos concentrarían la mayor parte de las actuaciones en las décadas venideras.
En 1878, el rey, impresionado por otras armerías europeas, encargó al conde de Valencia de Don Juan (enlace roto disponible en Internet Archive; véase el historial, la primera versión y la última). la reforma y reorganización de la Vieja Real Armería situada delante del Palacio Real, sin embargo, en 1884, pocos días antes de su inauguración, un incendio destruyó la techumbre del edificio y dañó parte de las colecciones. El incendio coincidió con un época de grandes transformaciones urbanísticas alrededor de la Plaza de la Armería o de Armas, como el inicio de la construcción de la catedral de la Almudena o la prolongación de la calle de Bailén. Se decidió entonces derribar el viejo edificio de los Austrias e instalar la nueva armería en el ala oeste de la plaza homónima. El espacio de la Vieja Armería fue ocupado por una nueva verja diseñada por Enrique Repullés y terminada en 1893. La nueva Real Armería fue inaugurada, por su parte, en 1898, ya bajo la regencia de la reina María Cristina de Habsburgo.
Paralelamente, José Florit, ayudante del conde de Valencia de San Juan, había empezado a gestionar la musealización de ciertas zonas del monasterio de El Escorial: en la Sacristía se instalaron vestidos y ajuares y en las Salas Capitulares distintas pinturas. A partir de 1902, Florit empezó la recreación de las estancias de Felipe II en el Palacio de los Austrias, eliminando toda la decoración posterior de los siglos XVIII y XIX. Dichas restauraciones y musealizaciones no estaban exentas de simbolismo, pues en las décadas posteriores al desastre de 1898, se trataba de ofrecer un rememoración del Imperio español y un modelo a seguir (Felipe II) para el joven soberano Alfonso XIII.
A finales del siglo XIX y en los albores del XX, además de la Real Armería y El Escorial, diversos Reales Sitios podían ser visitados cuando la corte no se encontraba en ellos y previa solicitud a la administración del Patrimonio de la Corona. Este era el caso de los palacios de La Granja o El Pardo.
En 1926 se produjo la única alteración en la lista de propiedades del Patrimonio de la Corona, con la incorporación del Palacio Real de Pedralbes de Barcelona. Los palacios de Miramar en San Sebastián, La Magdalena en Santander o la Isla de Cortegada en Galicia, por su parte, siempre fueron propiedades privadas de María Cristina de Habsburgo (el primero) y Alfonso XIII (los otros dos).

### Epílogo: el Patrimonio de la República

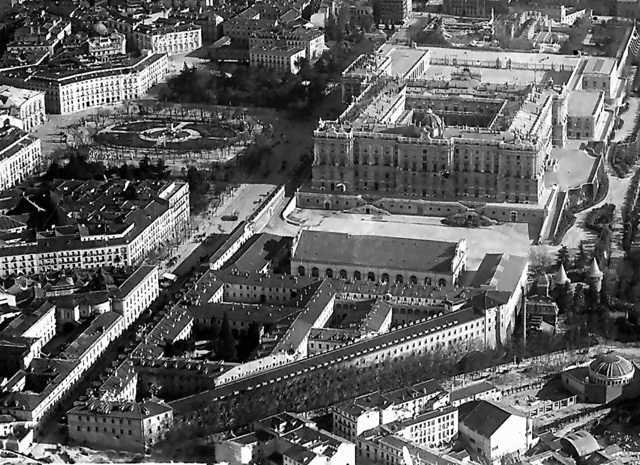
Las Reales Caballerizas hacia 1920-30.

Con la caída de la monarquía alfonsina, se repitieron los procesos que en 1868: el Patrimonio de la Corona fue puesto bajo la tutela del Ministerio de Hacienda y renombrado "Patrimonio de la República" mientras que todos los antiguos reales patronatos pasaron a estar bajo la administración del ministerio de Gobernación. También en 1931 se procedió a la cesión de propiedades:
- la Plaza de Oriente y las Reales Caballerizas se cedieron al ayuntamiento de Madrid.
- los jardines del Palacio Real o del Campo del Moro también fueron cedidos al ayuntamiento y abiertos al público.
- el Real Sitio de la Casa de Campo, coto de caza, finca agrícola y vivero, se entregó al ayuntamiento de Madrid que lo convirtió en parque abierto al público.
- el Palacio Real de Pedralbes fue donado al ayuntamiento de Barcelona que instaló en él el Museo de las Artes Decorativas.
- el Real Alcázar de Sevilla y sus jardines se transfirieron al ayuntamiento de Sevilla.
- el Castillo de Bellver y su bosque adyacente fueron cedidos al ayuntamiento de Palma de Mallorca y convertidos en Museo de Historia de la Ciudad y parque público, respectivamente.[35]

El resto de propiedades del Patrimonio de la República fueron reguladas por una ley de marzo de 1932 que establecía que su principal uso sería "científico, artístico, sanitario, docente, social y de turismo". Bajo la égida de Ricardo de Orueta, director general del Bellas Artes, se procedió a una reorganización, como la del Archivo de Palacio y la de los instrumentos y partituras de la Capilla Real. También se buscó un conservador especializado para gestionar los palacios y sus colecciones, la plaza de "Conservador Artístico de Museos y Palacios de Patrimonio de la República", sin embargo, nunca fue cubierta. A causa de la inestabilidad política, tampoco se llegaron a realizar nunca los previstos Museo de Colecciones Reales, Museo Nacional del Coche o el Museo de Armas y Tapices.
Una de las actuaciones más polémicas de la nueva administración fue, posiblemente, el derribo de las Caballerizas Reales construidas por Sabatini durante el reinado de Carlos III. Si el Palacio Real ganaba una nueva perspectiva (la norte) y unos nuevos jardines, también se perdía un importante edificio histórico.
El Patrimonio de la República también compaginó su uso museístico con el institucional. El Palacio Real, renombrado "Palacio Nacional", se destinó a actos oficiales del presidente de la República, como los consejos de ministros o las credenciales de embajadores. Por su parte, La Granja se convirtió, al menos sobre el papel, en residencia estival del presidente y El Pardo se destinó, también, a un uso residencial y a la recepción de jefes de Estado extranjeros. Manuel Azaña usó considerablemente la Quinta del Duque del Arco durante su presidencia.
Tras el estallido de la Guerra Civil y durante el Sitio de Madrid, se procedió a la evacuación de parte de los tesoros del Patrimonio de la República a Valencia y a otras ciudades de España. No obstante, el Palacio Real sufrió importantes daños en sus fachadas a causa de los bombardeos del bando sublevado, también las placas de porcelana del "Salón de fumar oriental" fueron seriamente dañadas.
Una vez terminada la contienda, el general Franco promulgó una ley en abril de 1939 en la que el Patrimonio de la República se convertía en el Patrimonio Nacional, sin que nadie cayera en la cuenta de la posible confusión de nombres que podría haber con el patrimonio histórico-nacional. El nuevo nombre, sin embargo, eliminaba cualquier referencia monárquica o republicana. La nueva institución mantenía gran parte de la estructura establecida en 1932 y seguía dependiendo directamente del Estado, pero reincorporaba los monasterios de patronato real.